# Tetanurae
Tetanurae je klada koja uključuje većinu teropodnih dinosaurusa, uključujući megalosauroide, alosauroide, tiranosauroide, ornitomimosauruse, kompsognatide i maniraptorane (uključujući ptice). Tetanurani su definisani kao svi teropodi koji su bliže povezani sa modernim pticama nego sa Ceratosaurus i sadrže većinu dinosaurusa grabljivica. Tetanurae su se verovatno odvojili od svoje sestrinske grupe, Ceratosauria, tokom kasnog trijasa. Tetanurae se prvi put pojavila u fosilnim zapisima u ranoj juri oko 190 miliona godina ranije, a do srednje jure je postala globalno rasprostranjena.